# Cinq dhyani bouddhas

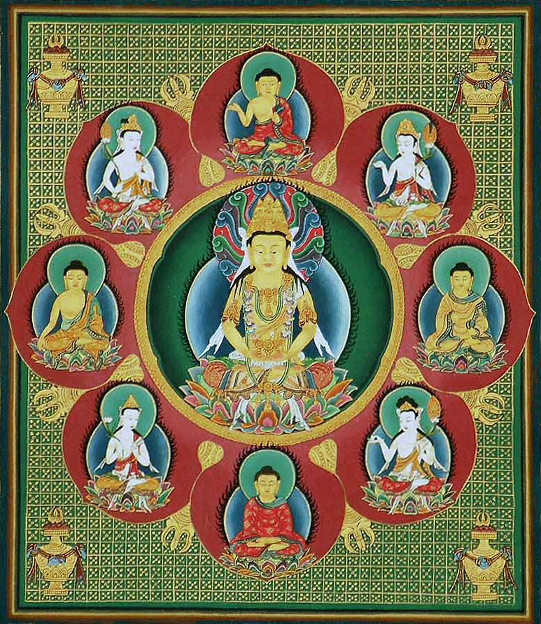
Les Cinq Bouddhas au centre d'un mandala japonais Shingon de type taizokai ; autour de Vairocana, quatre bouddhas (jaunes) et quatre bodhisattvas (blancs) ; depuis le sommet, dans le sens des aiguilles d'une montre : Ratnaketu, Samantabhadra, Samkusumitaraja, Manjushri, Amitabha, Avalokiteshvara, Divyadundhubhimeghanirghosa, Maitreya

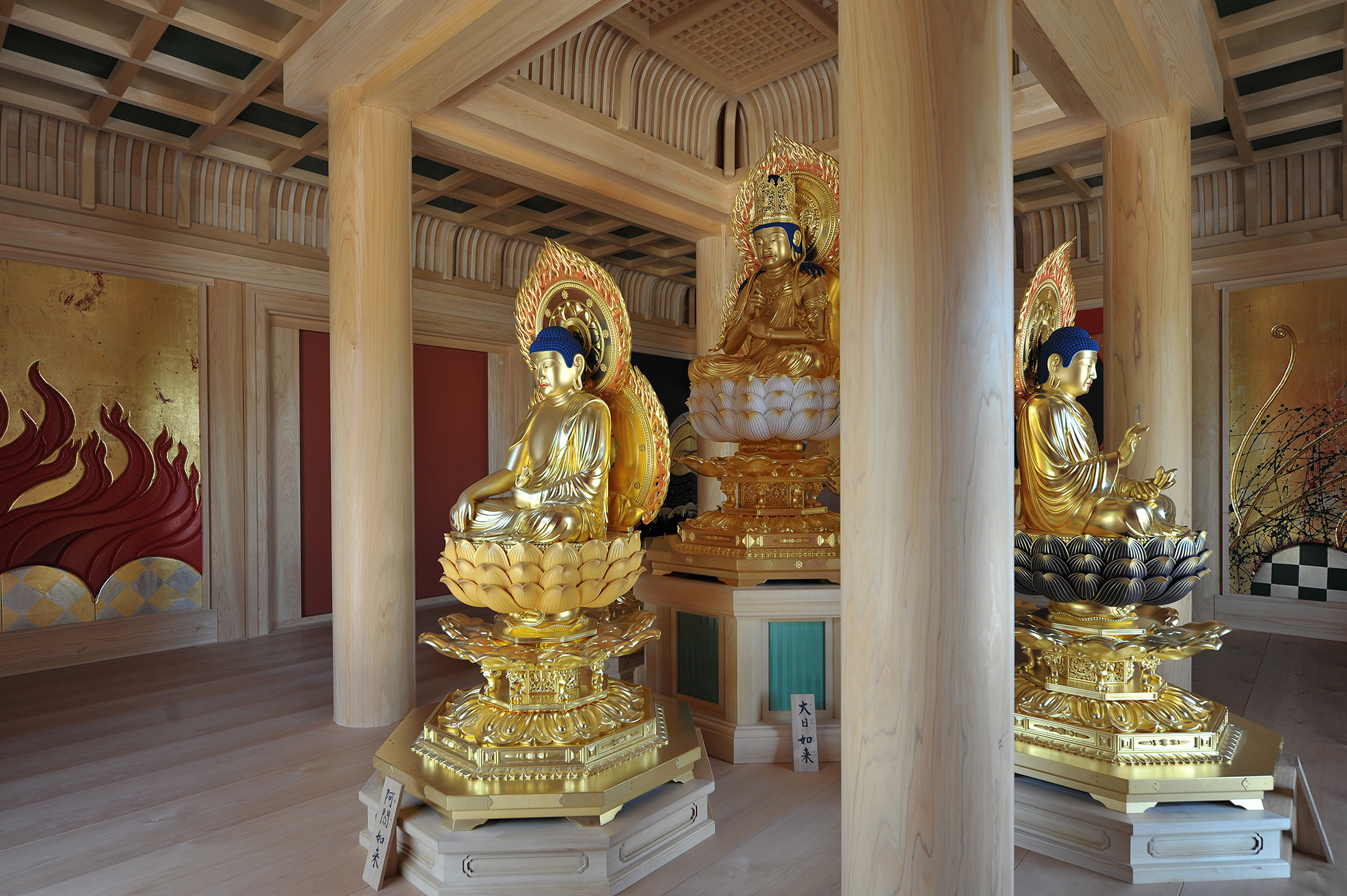
Renge-in Tanjō-ji

Les cinq dhyani bouddhas ou bouddhas de méditation, encore appelés les cinq bouddhas de sagesse (chinois : 五智如来 ; pinyin : wǔzhì rúlái, prononcé en japonais gochi nyorai), sont un groupe de déités qui, dans le courant vajrayana, représentent les cinq aspects du bouddha primordial et les cinq sagesses permettant de transformer les cinq émotions négatives en énergie positive. En sanskrit ils sont appelés jinas (conquérants) ou tathagatas (Ainsi-venu), en chinois Wufang fo (五方佛, wǔfāng fó, « bouddha des cinq directions », quatre points cardinaux et centre).

## Origine
Le principe des cinq bouddhas repose sur la notion du trikaya, proposée à l’origine par l’école yogacara du courant mahayana. Selon cette théorie, le Bouddha Gautama est la manifestation visible aux yeux de tous (nirmanakaya) d’un bouddha primordial (dharmakaya). Il existe aussi des manifestations visibles pour les méditants et les bodhisattvas, appelées sambhogakayas. Cette théorie a donné naissance à la notion qu’un bouddha peut se démultiplier en différentes formes représentant chacune l’un de ses aspects particuliers, ses émanations.  
Le processus selon lequel le groupe s'est constitué n'est pas entièrement clair. Il semble qu'Amitabha et Akshobhya aient été tout d'abord mis de l'avant comme manifestations de la compassion et de la sagesse du bouddha primordial. Plus tard, sous l’influence du modèle des cinq éléments, deux autres déités, représentant la force libérée par l’action et les richesses spirituelles latentes, seraient venus compléter le groupe. Dans le Sutra de la lumière dorée, ils s’appellent Dundubishvara et Ratnaketu ; c’est dans le Guhyasamaja Tantra, l’un des premiers tantras connus, qu’apparaissent pour la première fois les noms d'Amoghasiddhi et de Ratnasambhava. La figure centrale est Vairocana, forme sous laquelle le bouddha dicte l'Avatamsaka Sutra après son illumination. Il peut être lui-même considéré, non comme l'authentique bouddha primordial, mais comme son émanation ; l'Adibouddha suprême est alors Samantabhadra ou Vajradhara.

## Mandala des cinq bouddhas

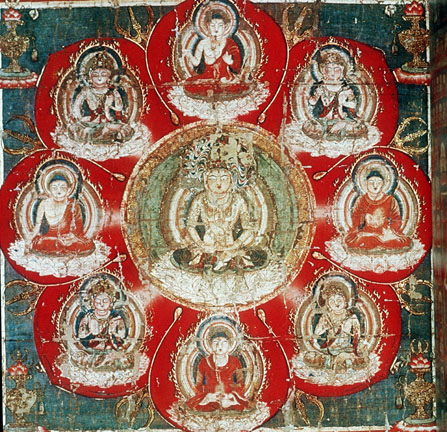
Les cinq bouddhas et quatre bodhisattvas au centre d’un mandala matrice, Japon

Du fait de la diversité des traditions et des pratiques, la position des bouddhas et leur couleur peuvent varier selon les mandalas où ils apparaissent.  Ils peuvent de plus être accompagnés de parèdres, de bodhisattvas, de formes courroucées (parfois avec leur parèdre) et de dakinis. la représentation la plus fréquente les place ainsi :
|                     | Akshobhya (Est)                   |                     |
| Amoghasiddhi (Nord) | Vairochana (principal adibouddha) | Ratnasambhava (Sud) |
|                     | Amitabha (Ouest)                  |                     |

## Associations
Les cinq bouddhas se prêtent à différentes interprétations. Ils sont associés aux cinq éléments et aux cinq directions à la manière des cinq Agni, des cinq Indra ou des cinq faces de Shiva de l’hindouisme.Ils évoquent aussi à travers la mudra que fait chacun cinq épisodes de la vie et du culte du Bouddha, comme l’a montré Paul Mus. Pour les pratiquants, ils indiquent avant tout les cinq voies permettant de transformer les cinq illusions en attitudes positives. 

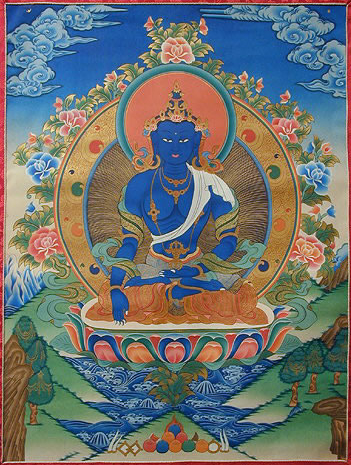
Akshobhya
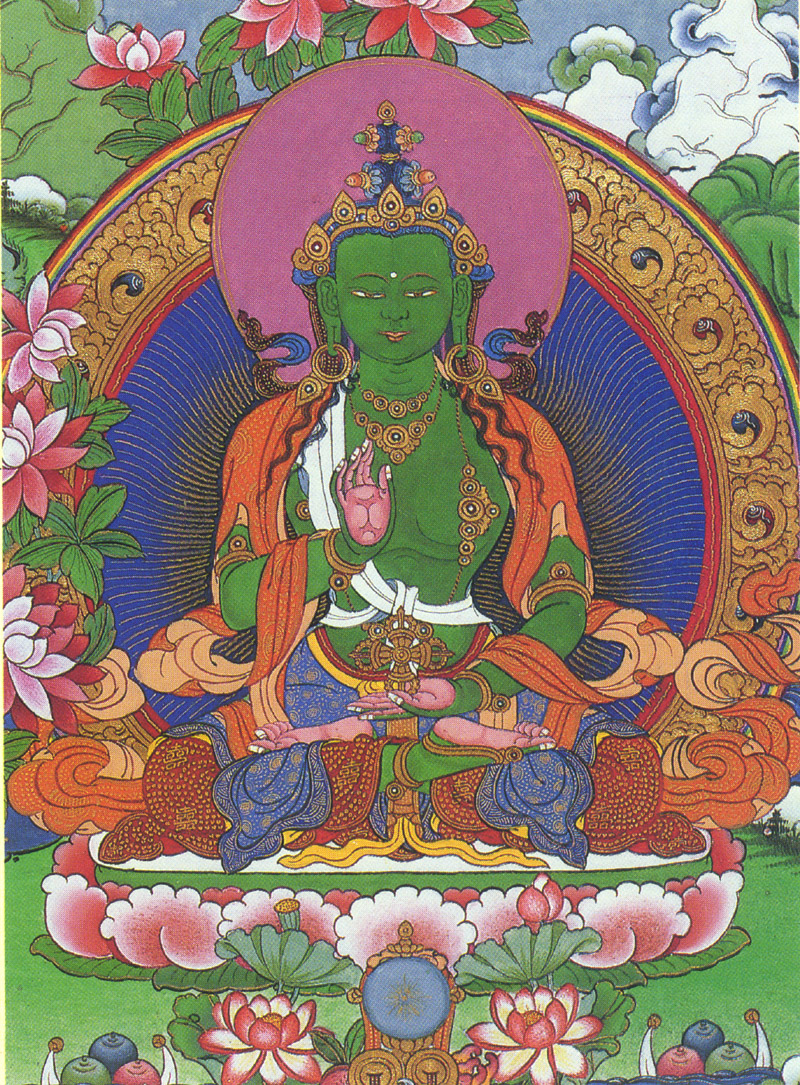
Amoghasiddhi
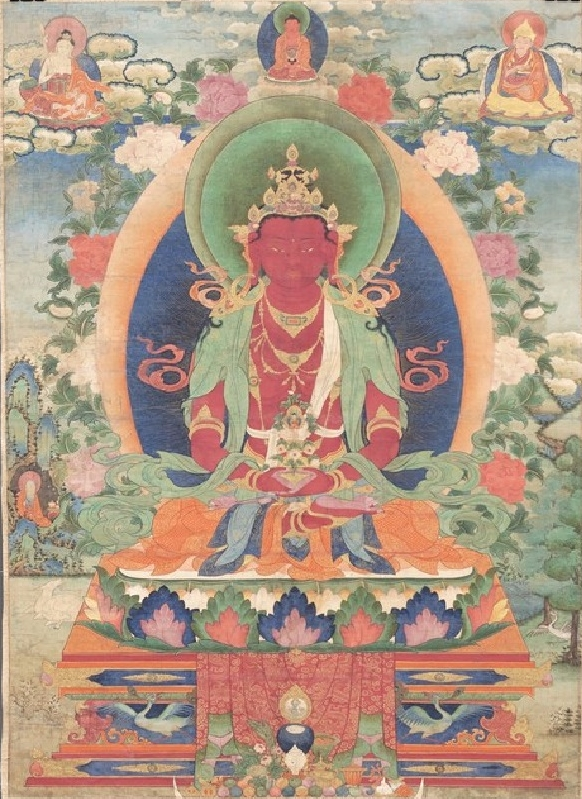
Amitabha
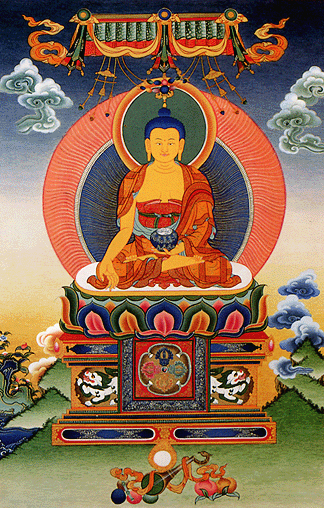
Ratnasambhava
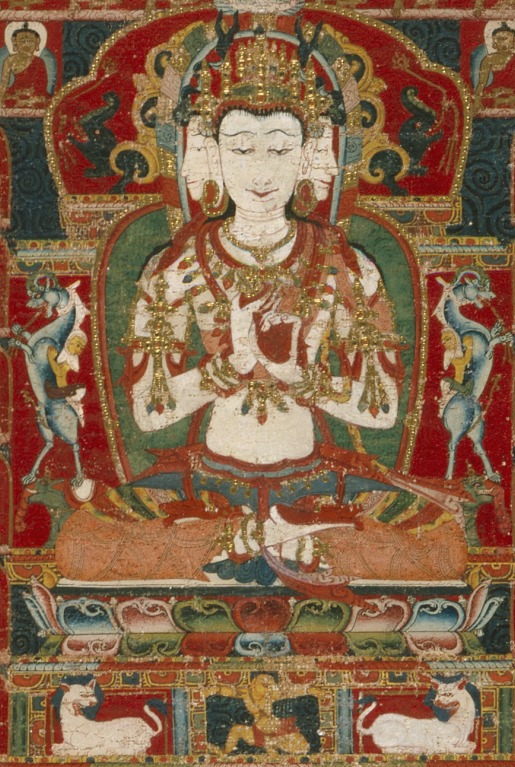
Vairocana

| Bouddha                                       | Akshobhya                                      | Amoghasiddhi                                                  | Amitabha                              | Ratnasambhava                                   | Vairocana                                         |
| Signification du nom                          | inébranlable                                   | infaillible accomplissement                                   | lumière (vie) infinie                 | né du joyau                                     | radieux                                           |
| Nom japonais (Shingon et Tendai)              | Ashuku Nyorai                                  | Fukujoju Nyorai                                               | Amida Nyorai                          | Hosho Nyorai                                    | Dainichi Nyorai                                   |
| Syllabe-mantra (Shingon)                      | HUM                                            | HAH                                                           | HRIH                                  | TRAH                                            | BAM                                               |
| Famille                                       | vajra (diamant-foudre)                         | karma (action)                                                | padma (lotus)                         | chintamani (joyau miroir-des-pensées)           | tathagata (bouddha)                               |
| Attribut                                      | vajra                                          | double vajra                                                  | lotus                                 | joyau                                           | roue                                              |
| Direction                                     | Est                                            | Nord                                                          | Ouest                                 | Sud                                             | Centre                                            |
| Élément                                       | eau                                            | vent                                                          | feu                                   | terre                                           | espace                                            |
| Couleur                                       | bleu                                           | vert                                                          | rouge                                 | jaune                                           | blanc                                             |
| Monture                                       | éléphant                                       | garuda                                                        | paon                                  | cheval                                          | lion                                              |
| État d'esprit négatif                         | colère-haine                                   | jalousie                                                      | avidité                               | orgueil                                         | ignorance                                         |
| Transformation positive de l’émotion négative | acceptation tranquille du mauvais comme du bon | détermination de mener les choses à bien                      | amour universel                       | conscience de l’identité fondamentale des êtres | vacuité, nature du domaine du dharma              |
| Skandha                                       | rūpa                                           | samskāra                                                      | samjñā                                | vedanā                                          | vijñāna                                           |
| Mudra                                         | bhumisparsa (prise de la terre à témoin)       | abhaya (absence de crainte)                                   | dhyana (méditation)                   | varada (don)                                    | dharmachakra (mise en route de la roue du dharma) |
| Épisode de la vie du Bouddha                  | victoire contre Māra à Bodh-Gaya               | arrêt de l’éléphant lancé contre lui par son cousin Devadatta | illumination sous l’arbre de la Bodhi | Temple Mahabodi construit par Ashoka            | prêche à Bénarès                                  |
| Parèdre                                       | Lochana                                        | Shyamatara                                                    | Pandara                               | Mamaki                                          | Vajradhatvisvari                                  |
| Bodhisattva                                   | Vajrapani                                      | Vishvapani                                                    | Avalokiteshvara                       | Ratnapani                                       | Samantabhadra ou Manjushri                        |
| Dakini                                        | Vajra-dakini                                   | Vishvavajra-dakini                                            | Padma-dakini                          | Ratna-dakini                                    | Bouddha-dakini                                    |
| Manushi bouddha (nirmanakaya)                 | Kanakmuni                                      | Maitreya                                                      | Shakyamuni                            | Kashyapa                                        | Krakuchandra                                      |
| État d'être                                   | États infernaux                                | Titans ou antidieux                                           | Esprits avides                        | État humain                                     | Dieux                                             |